# Wählitz

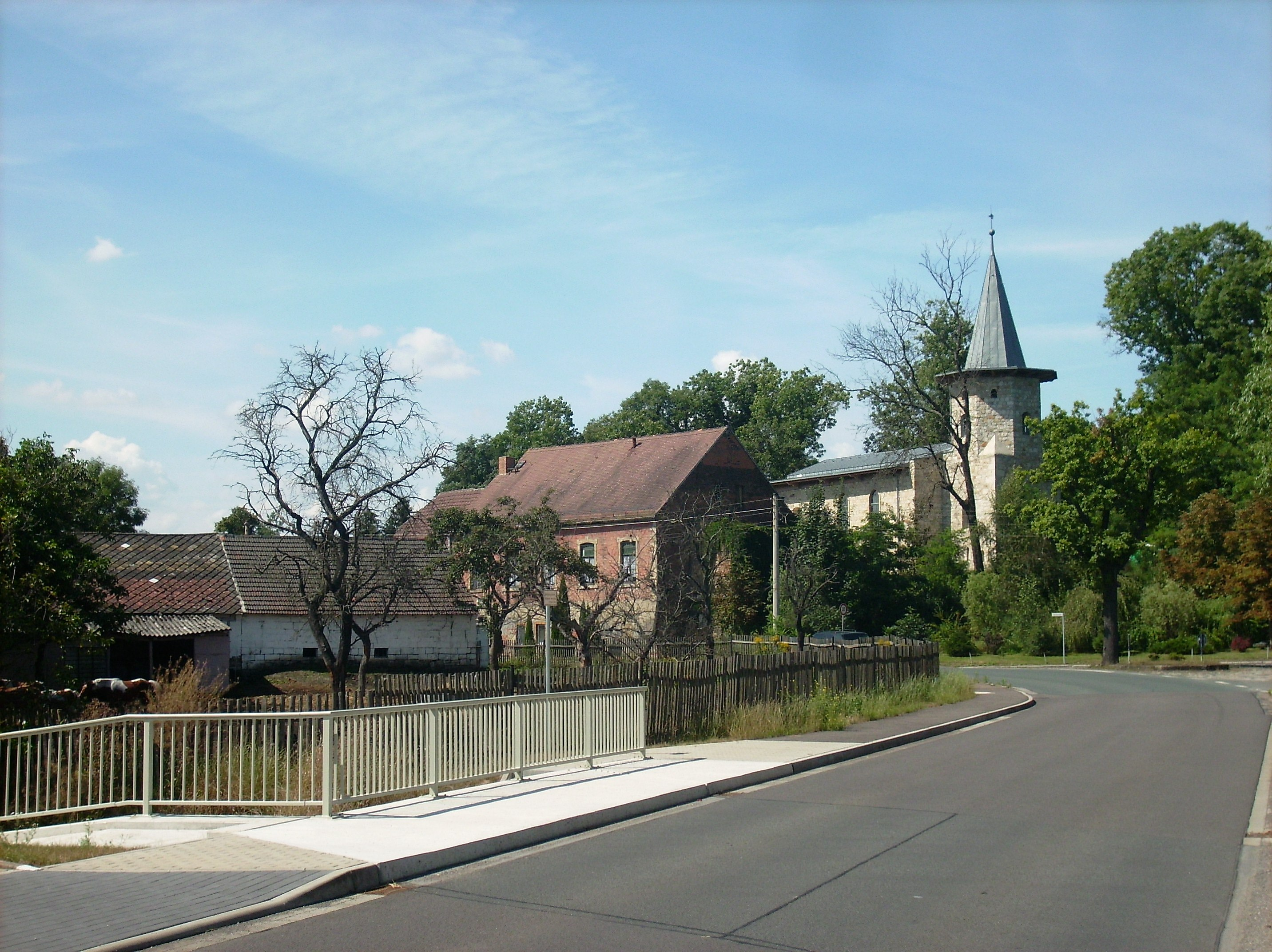
Ortsdurchfahrt von Wählitz mit Kirche

Wählitz ist ein Ortsteil der Stadt Hohenmölsen im Burgenlandkreis in Sachsen-Anhalt.

## Geografie
Wählitz liegt nordwestlich vom Kernbereich von Hohenmölsen. Durch Wählitz fließt die Rippach.

## Geschichte
Mit der Wählitzbahn bestand eine Verbindung von der ehemaligen Brikettfabrik nach Profen.
Am 1. Juli 1950 wurde die bis dahin eigenständige Gemeinde Wählitz nach Webau eingemeindet. Diese wurde im Jahr 2003 in die Stadt Hohenmölsen eingegliedert.

## Wirtschaft

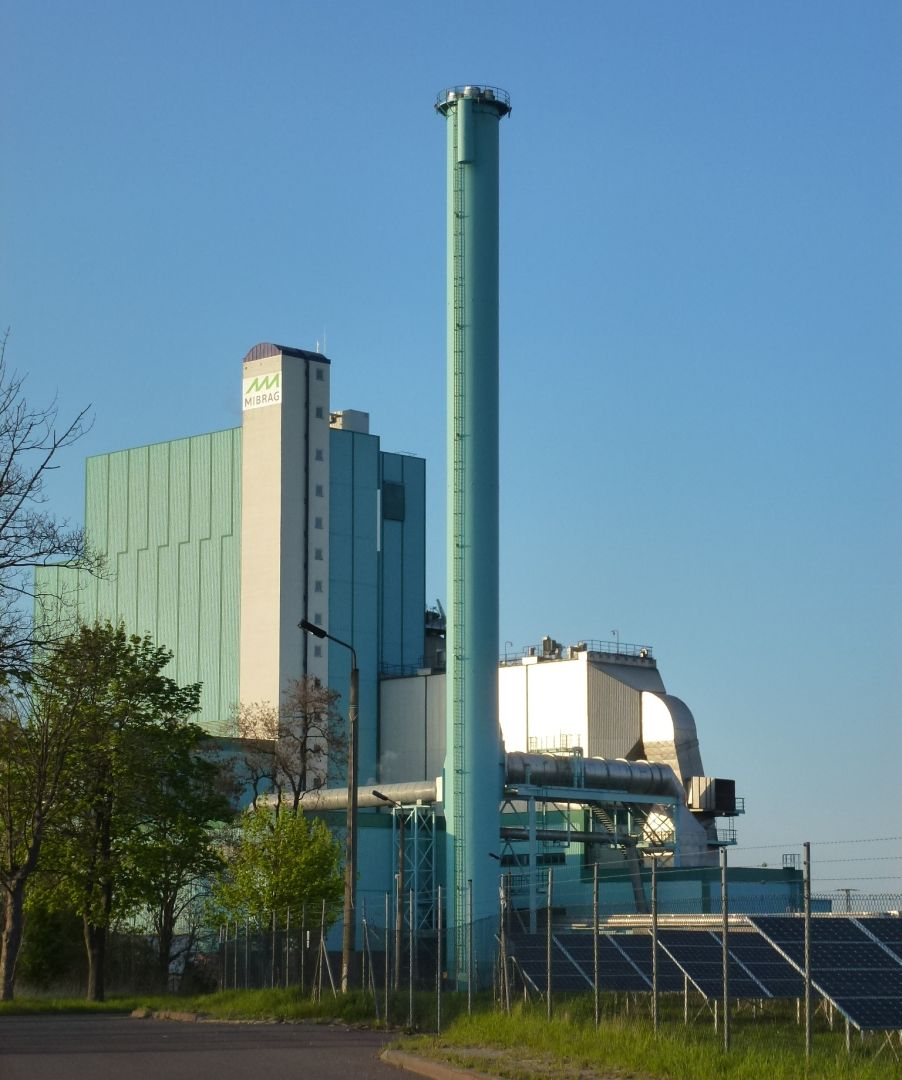
MIBRAG-Kraftwerk

Im Ort befindet sich das von der MIBRAG seit 1994 betriebene Industriekraftwerk Wählitz, welches neben 37 MW Strom ebenfalls Prozessdampf produziert und damit das in direkter Nachbarschaft gelegene Mitteldeutsche Paraffinwerk Webau sowie einzelne Haushalte der Umgebung mit Fernwärme versorgt.
Zudem befindet sich seit 2010 ein Solarkraftwerk mit 1,32 MW Leistung im ehemaligen Industrie- und Gewerbegebiet.

## Kultur und Sehenswürdigkeiten

### Bauwerke
- Erlebnis-Kirche Wählitz[3][4]
- Historischer Brunnen

## Vereine
- SG Wählitz e.V.[5]
- Freiwillige Feuerwehr Wählitz

## Söhne und Töchter des Ortes
- Johann Augustin Kobelius (1674–1731), Komponist
- Siegfried Nowak (1930–2013), Chemiker
- Otto Dietze (1927–2019), Schachspieler, Autor und Übersetzer

## Verkehr
Die Bahnstrecke Großkorbetha–Deuben über Pörsten und Hohenmölsen, die seit 1999 ohne Personenverkehr ist, wird noch für Kohletransporte aus dem Braunkohlerevier Profen von Wählitz nach Korbetha für das Kraftwerk Schkopau benutzt. 
Der öffentliche Personennahverkehr wird unter anderem durch den PlusBus des Bahn-Bus-Landesnetz Sachsen-Anhalt erbracht. Folgende Verbindung führt, betrieben von der Personenverkehrsgesellschaft Burgenlandkreis, durch Wählitz:
- Linie 800: Weißenfels ↔ Zorbau ↔ Granschütz ↔ Wählitz ↔ Hohenmölsen

Ebenso tangiert die Landesstraße 190 im Norden die Ortschaft und stellt die Verbindung nach Hohenmölsen und nach Weißenfels her.